# Vapor Trails
Vapor Trails est le dix-septième album du groupe de rock canadien Rush.

## Liste des titres
| No  | Titre                    | Durée |
| --- | ------------------------ | ----- |
| 1.  | One Little Victory       | 5:09  |
| 2.  | Ceiling Unlimited        | 5:28  |
| 3.  | Ghost Rider              | 5:41  |
| 4.  | Peacable Kingdom         | 5:23  |
| 5.  | The Stars Look Down      | 4:28  |
| 6.  | How It Is                | 4:05  |
| 7.  | Vapor Trail              | 4:57  |
| 8.  | Secret Touch             | 6:34  |
| 9.  | Earthshine               | 5:38  |
| 10. | Sweet Miracle            | 3:40  |
| 11. | Nocturne                 | 4:49  |
| 12. | Freeze (Part IV of Fear) | 6:21  |
| 13. | Out Of The Cradle        | 5:03  |

## Personnel
- Geddy Lee : Basse, chant
- Alex Lifeson : Guitares
- Neil Peart : Batterie